# Crkva Porođenja BDM u Grabovcu
Crkva Porođenja Blažene Djevice Marije, crkva u Grabovcu, općina Šestanovac. S grobljem čini cjelinu koja je zaštićeno kulturno dobro.  Župa je sastavni dio Imotskog dekanata

## Opis dobra
Župna crkva Porođenja BDM s grobljem u Grabovcu nalazi se u zabiokovskoj prodolini, uz staru Napoleonovu cestu koja je spajala Split s Vrgorcem te na početku rimske ceste Grabovac-Imotski. Sagrađena je oko 1722. g. kao manja jednobrodna građevina pravilne orijentacije s kvadratičnom apsidom na mjestu srednjovjekovnog groblja, što potvrđuju veliki dobro sačuvani stećci uzidani u najstariji dio crkve. 1862. g. nadograđena je nova veća lađa, a 1970-tih je pred glavnim pročeljem dograđen dvokatni zvonik i tada crkva dobiva današnji izgled. Unutrašnjost crkve je presvođena oslikanim bačvastim svodom ukrašenim mozaicima. Glavni i desni bočni oltar su mramorni, a lijevi bočni oltar je drveni i vjerojatno izrađen u radionici obitelji Rako, koji su izrađivali oltare za crkve Imotske i Vrgorske krajine.

## Zaštita
Pod oznakom Z-6692 zavedena je kao nepokretno kulturno dobro - pojedinačno, pravna statusa zaštićena kulturnog dobra, klasificirano kao "sakralna graditeljska baština".